# حصار القسطنطينية (1394–1402)
حصار القسطنطينية ما بين عام 1394م وحتى 1402م، كان حصاراً طويلاً بشكل متقطع لمدينة القسطنطينية عاصمة الإمبراطورية البيزنطية من قِبل قوات بايزيد الأول يلدريم، سلطان الدولة العثمانية. بعد إتمام بناء قلعة الأناضول للسيطرة على مضيق البوسفور، حاول السلطان بايزيد الأول بدءاُ من عام 1394م فصاعدًا إخضاع مدينة القسطنطينية عن طريق محاصرتها براً، وحصارها بحراً بشكل أقل فعالية.
لم يكن جيش الدولة العثمانية مجهزًا بعد بالأسلحة النارية، وقاد السلطان بايزيد الأول حملات عسكرية أخرى بالتوازي مع الحصار، لذلك خلال معظم هذه السنوات الثماني ما بين 1394م وحتى 1402م لم تكن هناك أعمال عسكرية نشطة أثناء الحصار.
أُحكِم الحصار حول مدينة القسطنطينية وتم إغلاق منافذها البرّيّة، ولكن بسبب انخفاض مستوى الأسطول العثماني، كان الطريق البحري إلى المدينة متاحاً لوصول المدد والدخول والخروج من المدينة. حشد حصار القسطنطينية الحكام المسيحيين ضد التوسع العثماني فأطلقوا حملة صليبية كبيرة على نيقوبوليس، والتي انتهت بهزيمة القوات الصليبية. فقط، انتصار تيمورلنك على السلطان بايزيد الأول في معركة أنقرة 1402م هو ما أنقذ المدينة من الاستسلام.

## ضرب الحصار
قطعت الفتوحات العثمانية السريعة في البلقان عام 1391م مدينة القسطنطينية عن مناطقها النائية، وكان حصار القسطنطينية 1391م أول حصار تضربه الدولة العثمانية على القسطنطينية عاصمة الإمبراطورية البيزنطية.
بعد وفاة الإمبراطور يوحنا الخامس باليولوج، فرّ ابنه مانويل الثاني، الذي كان مرهوناً في بورصة عاصمة العثمانيين، إلى القسطنطينية ليتوّج إمبراطوراً على القسطنطينية، أثار هذا غضب السلطان العثماني بايزيد الأول لأنه لم يأخذ منه الإذن بذلك وأدى ذلك إلى حصار بايزيد للقسطنطينية والذي استمر 7 أشهر. طالب بايزيد بزيادة الضرائب التي يتم دفعها إليه وبناء مسجد في القسطنطينية من خلال إنشاء حي للأتراك في العاصمة وأن يتولى القضاة العثمانيين قضايا الأتراك في المدينة. رفض مانويل هذه المطالب فجاء الجيش العثماني بقيادة جاندرلي علي باشا إلى المدينة وبدأ في فرض الحصار عليها عام 1391م.
في الشهر السابع من الحصار، قدم مانويل الثاني تنازلات كبيرة بسبب مشاكل الإمداد بالمدينة بسبب الحصار، فرفع العثمانيون حصارهم الأول عن القسطنطينية عام 1391م نتيجة قبول الإمبراطور مانويل الثاني باليولوج مضطراً المطالب العثمانية بإنشاء حي عثماني بمدينة القسطنطينية، وبناء مسجد بها، وقبول أن يتولى القضاة العثمانيين قضايا المسلمين في المدينة بالإضافة إلى إنشاء محكمة إسلامية في القسطنطينية. وكان العثمانيون قد قرروا عدم مواصلة الحصار أيضا بسبب دخول الجيش المجري متزامناً الأراضي العثمانية، إلا أنهم نشروا حامية عثمانية من ستة آلاف رجل في المدينة.
ولكن على الرغم من رفع الحصار، فإن العثمانيين كانوا قد ضموا كل الأراضي الواقعة خارج أسوار القسطنطينية، وبقيت حامية عسكرية خارج المدينة وظلّت مداخل ومخارج المدينة تحت السيطرة العثمانية.
ومع ذلك، لم يُتم الإمبراطور مانويل الثاني الوفاء بوعده، وتسببت أنشطته مع الدول الأوروپية ضد العثمانيين في أن أعاد العثمانيون حصار المدينة عام 1394م وحتى 1396م، بعد أن أنهوا المشاكل بينهم وبين المجريين.

## محاولات فك الحصار
ضرب العثمانيون حصاراً برياً على القسطنطينية بين عامي 1394م و 1396، وكان يكفيهم فقط منع دخول المدينة أو مغادرتها.

### الاتصال بجمهورية البندقية
في بداية عام 1394م، اتصل مانويل الثاني بالبنادقة، الذين خافوا على نجاح أعمالهم التجارية مع العثمانيين حال استيلائهم على المدينة ولكنهم أرسلوا الحبوب الغذائية إلى القسطنطينية، وبذلوا جهودًا للتوصل إلى اتفاق مع جنوة، خصمهم اللدود، وبالإضافة إلى ذلك، اقترحوا أن يلجأ مانويل إلى البابا للمساعدة.

### معركة نيقوبوليس
اتفق ملك المجر سيغيسموند والبابا بونيفاس التاسع على تكوين حلف صليبي جديد لمواجهة العثمانيين، وانطلقت حملة نيقوبوليس الصليبية لتُخفف العبء عن القسطنطينية، ووصلت جيوش التحالف الصليبي المجري الكرواتي البلغاري الأفلاقي الفرنسي البورغوندي الألماني بمساعدة أسطول بحري من البندقية لملاقاة العثمانيين، ولكن العثمانيين أبادوهم بشكل حاسم في معركة نيقوبوليس (بالتركية: Niğbolu Muharebesi)‏ يوم 25 سبتمبر 1396م، بل كانت نهاية الإمبراطورية البلغارية الثانية أيضاً.

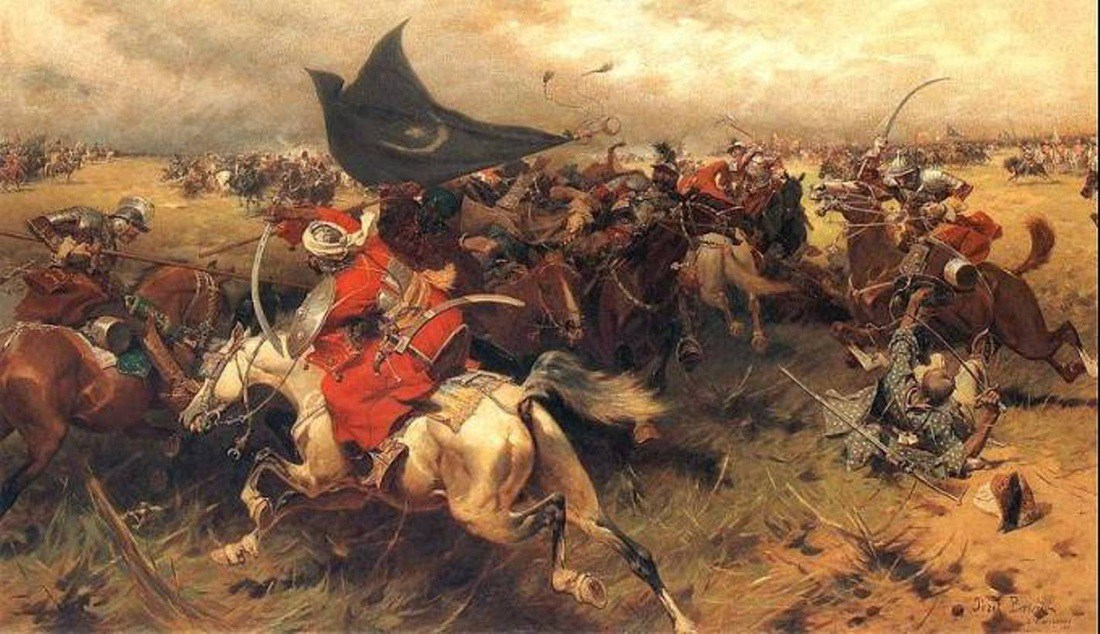
أباد العثمانيون الحلف الصليبي في معركة نيقوبوليس 1396م وكان من نتائجها نهاية الإمبراطورية البلغارية الثانية.

كانت عواقب هذه الهزيمة مأساوية على القسطنطينية، التي اعتمد قادتها على نجاح الصليبيين في التخلص من الحصار العثماني. وهكذا، تمكن السلطان بايزيد الأول بسرعة كبيرة من الاستيلاء على «سيليفري» في ريف القسطنطينية، ثم تحول الحصار إلى حصار شامل. 

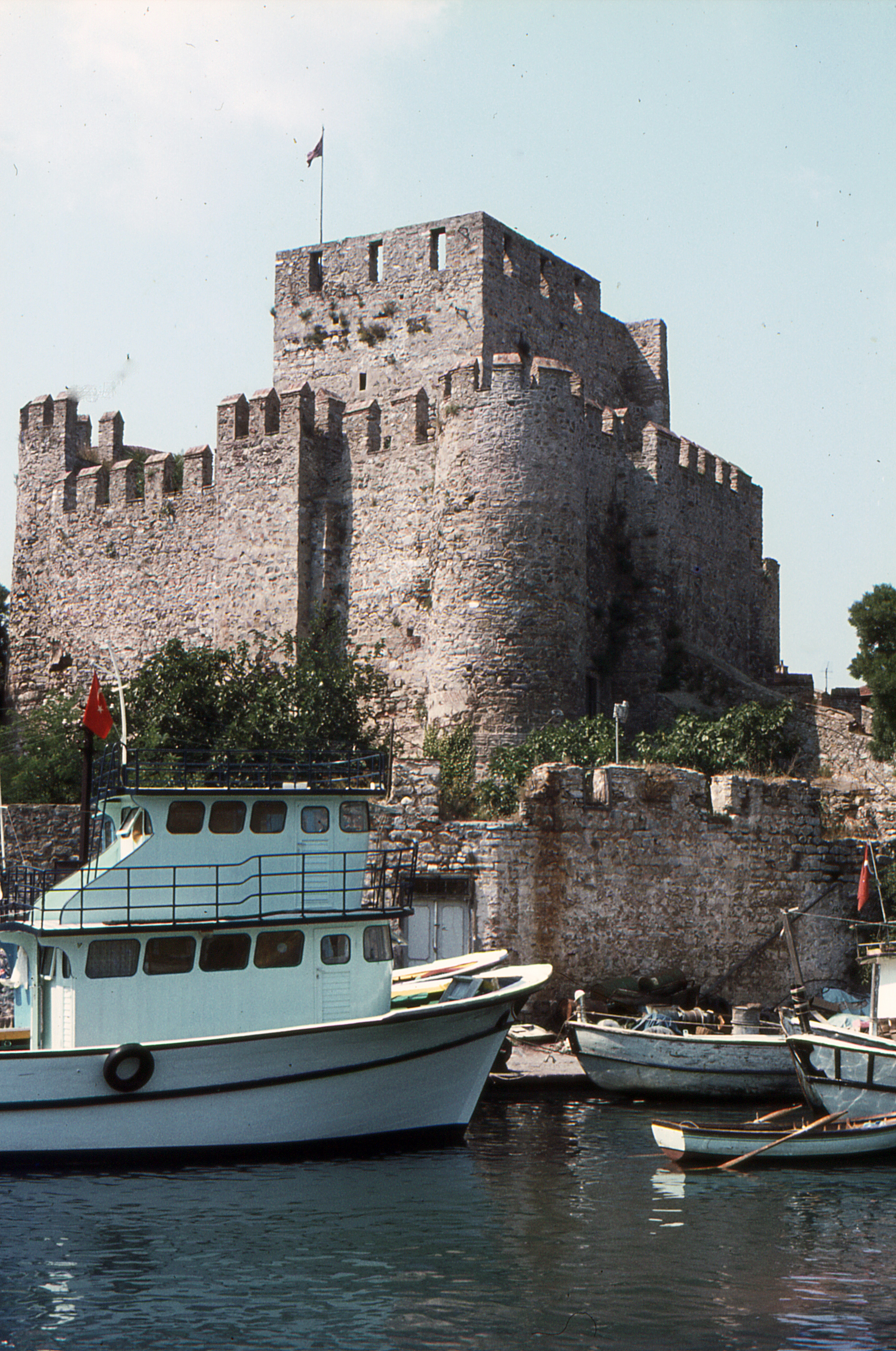
شيد السلطان بايزيد الأول قلعة الأناضول على الساحل الآسيوي لمضيق البوسفور للضغط على البيزنطيين.

أدرك البنادقة حجم الخطر على بيزنطة ومصالحهم التجارية، فخصصوا بحلول نهاية عام 1396م أموالًا لصيانة لأسطول للدفاع عن القسطنطينية. وافق الجنويون أيضًا الذين عانوا أيضاً من الحصار على ضم سفنهم إلى أسطول البندقية.

### قلعة الأناضول
ولزيادة الضغط على البيزنطيين، قام السلطان بايزيد الأول ببناء قلعة الأناضول (بالتركية: Anadolu Hisarı)‏ على الساحل الآسيوي لمضيق البوسفور وخطط لاستخدام يوحنا السابع باليولوج في إزاحة مانويل الثاني عن عرش الإمبراطورية.

### المدد الفرنسي
أصبح إمداد المدينة صعبًا وعانى السكان من الجوع وفر الكثير منهم، أما بالنسبة لمانويل الثاني، فكان يأمل في الحصول على دعم من الخارج وأرسل نداءات للمساعدة. طلب الإمبراطور مانويل الثاني باليولوجوس مرة أخرى المساعدة من العالم المسيحي، فأرسل له شارل السادس ملك فرنسا القائد الفرنسي «مارشال فرنسا» (بالفرنسية: Maréchal de France)‏ «جون الثاني لو مينغر» الملقّب باسم «بوسيكو» (بالفرنسية: Boucicaut )‏ لمساعدة البيزنطيين، وزوَّدَهُ بـ 1200 رجل.
حط الأدميرال في القسطنطينية في صيف 1399م، وقام بغارات على الشاطئ الشرقي لمضيق البوسفور ضد العثمانيين حققت عدة انتصارات مؤقتة إلا أنه لم يتمكن من تحقيق الكثير، بل أصبح الوضع مخيفاً لدرجة أن الإمبراطور البيزنطي مانويل الثاني غادر القسطنطينية في ديسمبر 1399م للقيام بجولة في أوروبا الغربية لاستجداء البلاطات الملكية في محاولة يائسة منه لتأمين مساعدات عسكرية. رحب الجميع بالإمبراطور البيزنطي باحترام بالغ إلا أنه لم يحصل على تعهدات محددة بالدعم العسكري.

## رفع الحصار

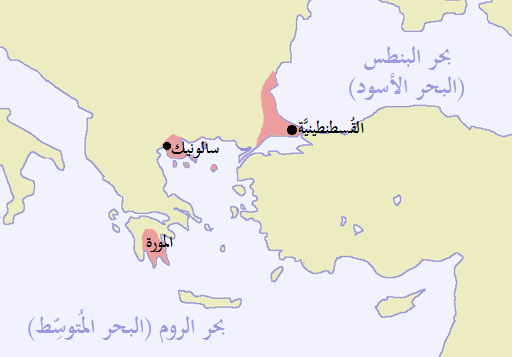
بقايا الإمبراطورية البيزنطية عام 1402م.

أثناء حصار القسطنطينية، وفي عام 1399م، ظهر تيمورلنك على الحدود الشرقية للإمبراطورية العثمانية.
لم يُنقذ القسطنطينية من الوقوع في أيدي المسلمين إلا غزو القائد التتري تيمورلنك للأناضول، عندما واجههُ السلطان العثماني بايزيد الأول في معركة أنقرة في 20 يوليو 1402م وانهزم العثمانيون، ثم ‌الحرب الأهلية العثمانية الطويلة التي تلت المعركة لأحد عشر عاماً حتى توحدت الدولة العثمانية من جديد، مما سمح للبيزنطيين باستعادة بعض أراضيهم في معاهدة جاليبولي المبرمة في أعقاب معركة أنقرة، يناير أو أوائل فبراير 1403م، بين سليمان جلبي حاكم الأراضي العثمانية في البلقان، والقوى المسيحية الإقليمية الرئيسية: الإمبراطورية البيزنطية وجمهورية البندقية وجمهورية جنوة وفرسان الإسبتارية ودوقية ناكسوس.
وبذلك انتهى حصار القسطنطينية في صيف عام 1402م، ولم تسقط الإمبراطورية البيزنطية في هذه المواجهة إلا بفضل تدخل تيمورلنك.

## مدة الحصار
بعد رفع حصار عام 1391م، كانت القسطنطينية حقيقة لا تزال تحت الحصار بحسب بعض المؤرخين العثمانيين الذين ذكروا أن الحصار الذي بدأ عام 1391م قد انتهى عام 1396م، وأنه لم يكن هناك حصاران مختلفان بين هذه السنوات وإنما حصار واحد يتزايد وينقص من وقت لآخر.
من ناحية أخرى، يقيّم بعض المؤرخين الحصار العثماني الثالث، الذي بدأ عام 1397م، في نفس هذا السياق، ويقولون أنه كان هناك حصاراً واحداً فقط مستمراً ما بين أعوام 1391م-1402م بشكل متقطع.